# Prevalle
Prevalle is een gemeente in de Italiaanse provincie Brescia (regio Lombardije) en telt 6827  inwoners (31-12-2021). De oppervlakte bedraagt 9,9 km², de bevolkingsdichtheid is 566 inwoners per km².
De volgende frazioni maken deel uit van de gemeente: Aquatica, Mosina, Notica, Celle, Bassina, Baderniga, Borgolungo, Masserina.

## Demografie
Prevalle telt ongeveer 2175 huishoudens. Het aantal inwoners steeg in de periode 1991-2001 met 17,1% volgens cijfers uit de tienjaarlijkse volkstellingen van ISTAT.
| Jaar | Inwoneraantal |
| ---- | ------------- |
| 1991 | 4354          |
| 2001 | 5099          |

## Geografie
De gemeente ligt op ongeveer 180 m boven zeeniveau.
Prevalle grenst aan de volgende gemeenten: Bedizzole, Calvagese della Riviera, Gavardo, Muscoline, Nuvolento, Paitone.